# Vầng trăng máu
Vầng trăng máu (tên đầy đủ: Vầng trăng máu: Cuộc thảm sát người Osage và sự ra đời của tổ chức FBI, tiếng Anh: Killers of the Flower Moon: The Osage Murders and the Birth of the FBI) là một cuốn sách thuộc thể loại phi hư cấu của nhà báo người Mỹ David Grann, xuất bản lần đầu vào ngày 18 tháng 4 năm 2017. Lấy chủ đề về vụ thảm sát người Osage, tác phẩm được tạp chí Time bầu chọn là một trong mười cuốn sách phi hư cấu hay nhất năm 2017.
Tại Việt Nam, tác phẩm được dịch giả Phạm Quốc Anh biên dịch và được nhà xuất bản Văn hóa – Văn nghệ phát hành. Một bộ phim điện ảnh cùng tên dựa trên tác phẩm này được ra mắt vào tháng 10 năm 2023.